# Serious-Age
Singles de Faylan
Errand
(2010) Senjou ni Saita Ichirin no Hana
(2010)
Serious-Age est le 6e single de Faylan sorti sous le label Lantis le 26 mai 2010 au Japon. Il atteint la 87e place à l'Oricon. Il se vend à 1 079 exemplaires la première semaine et reste classé pendant 2 semaines, pour un total de 1 402 exemplaires vendus.
Serious-Age a été utilisé comme thème de fermeture pour l'anime Break blade. Serious-Age et spring ~Kimi to no Melody~ se trouvent sur l'album Polaris.

## Liste des titres
Les paroles ont été écrites par Hata Aki, et Faylan pour la 2e chanson.
| 1. | Serious-Age                                                        | Fujita Hotoshi (Elements Garden)  | 5:12 |
| 2. | spring ~Kimi to no Melody~ (spring ～君とのメロディ～)             | Masato Nakayama (Elements Garden) | 4:29 |
| 3. | Serious-Age (off vocal)                                            | Fujita Hotoshi (Elements Garden)  | 5:11 |
| 4. | spring ~Kimi to no Melody~ (off vocal) (spring ～君とのメロディ～) | Masato Nakayama (Elements Garden) | 4:31 |